# Čaglin
Čaglin je općina u Požeško-slavonskoj županiji u Hrvatskoj.

## Zemljopis
Općina Čaglin najistočnija je općina Požeško-slavonske županije na nadmorskoj visini od 141 do 227 m. Prostire se na 179,6 km², što čini približno 9,5 % ukupne površine županije. Prema podacima posljednjeg popisa stanovništva iz 2021. godine, gustoća naseljenosti iznosi 11,8 stanovnika na km2. U okviru prirodne cjeline zapadne Slavonije, općina Čaglin smještena je na dijelu doline rijeke Londže i obuhvaća veći dio područja Dilj Gore i Krndije. Na sjevernom i istočnom dijelu graniči s Osječko-baranjskom županijom (grad Našice), na južnom dijelu sa Brodsko-posavskom županijom (općinom Podcrkavlje i Sibinj), te na zapadnom dijelu s područjem gradova Pleternice i Kutjeva. Sjedište općine je u naselju Čaglin, smještenom oko 35 km istočno od grada Požege na prometnici Našice – Slavonski Brod. Općinom prolaze dvije državne ceste D53 i D38, te željeznička pruga Pleternica – Našice.
Veći pritoci rijeke Londže koja pripada vodnom području sliva Save su potoci: Krajina, Dobra Voda, Lončarski potok, Pačica, Ruševac, Rosinac, Sovljanski potok i dr.

## Povijest

### Čaglin
Stari je Čaglin (Cheglyn) bio rasut po južnom obrežju, a novi Čaglin uz prugu i prema Bektežu. Prvi puta se spominje kao posjed 1316. godine, a 1434. godine kao trgovište. U Čaglinu 1435. godine postoje 2 građanske i 44 kmetske kuće. Pretpostavlja se da se predturski Čaglin nalazio negdje uz Londžu prema Ruševu, budući da se uz Londžu spominje ruševina stare crkve sv. Ivana Krstitelja. Do osnutka župe u Ruševu nakon Turaka, Čaglin je pripadao sesvetskoj župi (sv. XV.). Potkraj 19. i početkom 20. stoljeća u većem broju doseljavaju Česi i Slovaci iz jugoistočne i sjeverne Slovačke u sljedeća sela: Kneževac, Migalovci, Stari Zdenkovac i Čaglin.

### Milanlug
Selo Milanlug je dobio ime po nekadašnjem kutjevačkom vlastelinu Milanu Turkoviću, te šumi koja se nalazila na tom području imena Lug.

### Latinovac
Selo Latinovac se spominje 1413. i 1499. godine kao posjed gradiškog vlastelinstva. U srednjem vijeku zvalo se Krnjakovci.

### Ruševo
Selo Ruševo je u općini po broju stanovnika na 4. mjestu odmah iz Milanluga. Prvi puta se spominje 1221. godine kao plemićki posjed, a 1251. godine kao naselje s crkvom Sv. Nikole. Kao župa spominje se 1335. godine, a kao vila i gospoštija 1422. godine. Samo je sjedište gospoštije bilo na brežuljku između Ruševa i Sovskog Dola gdje i danas leže opkopi kao ostaci nekadašnjega utvrđenog plemićkog dvorca.

### Draganlug
Selo Draganlug dobilo je ime po Draganu Turkoviću, kutjevačkom veleposjedniku.

### Sovski Dol
Godine 1545. prvi puta se spominje selo Sovski Dol u turskom poreskom popisu i upravo je to dokaz da je selo postojalo i u srednjem vijeku i da mu ime nisu dali Turci nego netko drugi puno godina ranije. U blizini se nalazi Sovsko jezero koje se još naziva ''Modrim okom Slavonije''.

### Paka
Sljedeće selo iza Sovskog Dola na cesti do Đakova je Paka. Od godine 1281., kada se Paka prvi puta spominje, u njoj je živjelo više plemića i veleposjednika. Sastojao se od više zaselaka: Mala Paka kod sv. Katarine (današnja Paka), Mala Paka kod sv. Imre ili Emerika (današnji Imrijevci), Kindrova Paka (današnje Kindrovo) i Kraljevska Paka.

### Imrijevci
Najistočnije selo čaglinske općine su Imrijevci. Dr. Josip Buturac smatra da naziv ”Imbrijevci” dolazi od neznanja i samovolje školovanih ljudi.

### Dobrogošće
Selo Dobrogošće se 1345. godine spominje prvi puta kao posjed plemića koji su imali pridjev “od Dobrogošća”.

### Stojčinovac
Pretpostavlja se da se selo davno nazivalo Luna, što nagovještava stari naziv šume u blizini po imenu Lunjevac.

### Migalovci
Migalovci se spominju 1422., 1450. i 1498. godine.

### Djedina Rijeka
Godine 1312. Djedina Rijeka se prvi puta spominje kao župa, a kasnije kao plemićki posjed i župa. Djedina Rijeka je danas poznata po međunarodnoj biciklističkoj utrci koja se održava svake godine 15. kolovoza i posvećena je časnoj sestri Josipi Nevistić koju su partizani ubili u Drugom svjetskom ratu.

### Nova i Stara Ljeskovica
Selo Ljeskovica je nekada pripadalo našičkom plemićkom rodu Aba, a prvi puta se spominje 1322. godine. kao selo sa sedam kmetskih zemljišta i selišta. Na javnoj je draži 1882. godine Vjenceslav Turković, trgovac iz Karlovca, kupio kutjevački veleposjed uz izgrađenu željezničku prugu Pleternica - Našice, te izgradio pilanu u Irenovcu (stari naziv za Novu Ljeskovicu, no većina kuća iz toga razdoblja je srušeno) i podigao 50 kilometara uskotračne industrijske željezničke pruge kojom je dovozio sa svih strana iz okolnih planinskih šuma vlakovima tehnički drvni materijal na novu pilanu.

### Sapna
Godine 1435. prvi puta se spominje Sapna.

## Stanovništvo
Prema popisu stanovništva iz 2021. godine, općina Čaglin ima 2111 stanovnika, raspoređenih u 31 naselje. Ukupan broj kućanstava je 689 od kojih je 678 privatnih kućanstava, te 1336 stambenih jedinica od kojih je 1281 stanova za stalno stanovanje. Pad broja stanovnika u općini Čaglin može se primijetiti iz dolje navedenih podataka koji pokazuju pad broj stanovnika za 55,19 % u posljednjih 40 godina, za 46,26 % u posljednjih 30 godina, za 37,66 % u posljednjih 20 godina, te za 25,04 % u posljednjih 10 godina.
| broj stanovnika | 3393  | 3608  | 3038  | 3694  | 4969  | 6862  | 7281  | 8926  | 8034  | 8250  | 7573  | 6334  | 4711  | 3928  | 3386  | 2723  | 2111  |
|                 | 1857. | 1869. | 1880. | 1890. | 1900. | 1910. | 1921. | 1931. | 1948. | 1953. | 1961. | 1971. | 1981. | 1991. | 2001. | 2011. | 2021. |

| broj stanovnika | 202   | 200   | 160   | 215   | 347   | 511   | 548   | 628   | 580   | 631   | 680   | 727   | 677   | 717   | 677   | 591   | 478   |
|                 | 1857. | 1869. | 1880. | 1890. | 1900. | 1910. | 1921. | 1931. | 1948. | 1953. | 1961. | 1971. | 1981. | 1991. | 2001. | 2011. | 2021. |

### Broj stanovnika općine Čaglin po naseljima
|                  | Godina | Godina | Godina | Godina | Godina |
| Naselje          | 1981.  | 1991.  | 2001.  | 2011.  | 2021.  |
| ---------------- | ------ | ------ | ------ | ------ | ------ |
| Čaglin           | 677    | 717    | 677    | 623    | 478    |
| Darkovac         | 20     | 12     | 14     | 16     | 13     |
| Djedina Rijeka   | 209    | 165    | 165    | 131    | 99     |
| Dobra Voda       | 55     | 29     | 12     | 18     | 2      |
| Dobrogošće       | 30     | 19     | 11     | 12     | 11     |
| Draganlug        | 20     | 10     | 5      | 3      | -      |
| Duboka           | 177    | 130    | 72     | 64     | 38     |
| Imrijevci        | 123    | 82     | 51     | 31     | 19     |
| Ivanovci         | 52     | 37     | 18     | 21     | 16     |
| Jasik            | 48     | 19     | 3      | 2      | -      |
| Jezero           | 57     | 33     | 13     | 11     | 7      |
| Jurkovac         | 67     | 60     | 33     | 18     | 10     |
| Kneževac         | 150    | 131    | 96     | 90     | 62     |
| Latinovac        | 175    | 132    | 84     | 71     | 50     |
| Migalovci        | 210    | 153    | 146    | 130    | 92     |
| Milanlug         | 290    | 297    | 243    | 217    | 209    |
| Mokreš           | 52     | 38     | 22     | 20     | 14     |
| Nova Lipovica    | 45     | 42     | 48     | 38     | 22     |
| Nova Ljeskovica  | 512    | 575    | 668    | 498    | 425    |
| Novi Zdenkovac   | 23     | 19     | 9      | 10     | 10     |
| Paka             | 160    | 96     | 61     | 33     | 15     |
| Ruševo           | 429    | 320    | 310    | 273    | 182    |
| Sapna            | 180    | 139    | 90     | 81     | 62     |
| Sibokovac        | 90     | 62     | 53     | 37     | 22     |
| Sovski Dol       | 330    | 205    | 155    | 120    | 66     |
| Stara Ljeskovica | 24     | 15     | 16     | 7      | 5      |
| Stari Zdenkovac  | 121    | 63     | 46     | 33     | 28     |
| Stojčinovac      | 18     | 13     | 7      | 5      | 2      |
| Veliki Bilač     | 78     | 59     | 49     | 37     | 27     |
| Vlatkovac        | 190    | 151    | 121    | 85     | 64     |
| Vukojevica       | 99     | 105    | 88     | 77     | 61     |
| UKUPNO           | 4711   | 3928   | 3386   | 2816   | 2111   |

## Gospodarstvo
Izgradnja željezničke pruge i stanice u Čaglinu uvelike je pospješila tadašnje gospodarstvo. Danas, u Čaglinu se nalaze tri trgovine, pekara, benzinska postaja, poštanski ured, ambulanta, željeznička stanica, autobusni kolodvor, frizerski salon, ljekarna, tri kafića i poljoprivredna ljekarna. U mjestu je i šumarija Hrvatskih šuma te veterinarska ambulanta.

## Spomenici i znamenitosti
- Sovsko jezero
- Crkva Sv. Alojzije Gonzaga

## Obrazovanje
U Čaglinu se nalazi Osnovna škola Stjepana Radića, čija je ravnateljica prof. Slađana Švajda.
2020. godine otvorio se Dječji vrtić Čaglin koji se nalazi u blizini osnovne škole.

## Šport
- Nogometni klub NK "Omladinac" koji se nalazi u Kolodvorskoj ulici
- Školsko-sportska dvorana Čaglin koja se nalazi u blizini osnovne škole

## Zanimljivosti
- Kroz općinu Čaglin prolazi 18. meridijan

## Vanjske poveznice
- Službena stranica Općine Čaglin
- Prostorni plan uređenja općine Čaglin  Arhivirana inačica izvorne stranice od 3. ožujka 2022. (Wayback Machine)
- Prva vojna izmjera Habsburške monarhije - karta